# Alcanó
Alcanó település Spanyolországban, Lleida tartományban. Alcanó Alfés, El Cogul, Granyena de les Garrigues, Sarroca de Lleida és Torrebesses községekkel határos. Lakosainak száma 239 fő (2024).

## Népesség
A település lakosságának változását az alábbi diagram mutatja:
| Lakosok száma | 54   | 364  | 412  | 377  | 285  | 254  | 239  | 242  | 235  | 239  |
|               | 1717 | 1887 | 1936 | 1960 | 1986 | 2004 | 2009 | 2014 | 2019 | 2024 |